# Attitude de locution
 (septembre 2024).
Si vous disposez d'ouvrages ou d'articles de référence ou si vous connaissez des sites web de qualité traitant du thème abordé ici, merci de compléter l'article en donnant les références utiles à sa vérifiabilité et en les liant à la section « Notes et références ».
L’attitude de locution est une notion inventée en 1964 par le linguiste allemand Harald Weinrich dans son ouvrage Tempus - Besprochene und erzählte Welt (traduit en français sous le titre Le Temps en 1973).
Pour Weinrich comme pour Émile Benveniste, les tiroirs verbaux se scindent en deux catégories : les temps du commentaire et les temps du récit. L'attitude de locution du narrateur consiste en le choix de l'une de ces deux catégories pour construire ses paroles ou son texte. Il y a en souvent alternance entre les deux catégories.
Dans le commentaire (passé composé, présent, tous les temps en lien avec la situation d'énonciation), le locuteur s'engage. Dans le récit, il est neutre : les actions n'ont pas de lien direct avec la situation d'énonciation. Pour Weinrich, le commentaire instaure une tension et le récit une détente dans la situation de communication.